# Acanthephippium
Acanthephippium là một chi lan với 12 loài thuộc họ Orchidaceae.
Loài sinh sống trên mặt đất này phân bố ở tiểu lục địa Ấn Độ nhiệt đới và cận nhiệt đới đến Trung Hoa và tây nam Thái Bình Dương.
Chúng có thân cao đến 80 cm. Chi này có liên kết với các chi Calanthe, Phaius, và Spathoglottis.

## Các loài
- Acanthephippium bicolor (Nam Ấn Độ, Sri Lanka, New Guinea).
- Acanthephippium chrysoglossum (Tây Sumatra).
- Acanthephippium curtisii (Borneo - Sarawak).
- Acanthephippium eburneum (Bắc Sumatra, Borneo - Sarawak).
- Acanthephippium gougahensis (Thái Lan, Việt Nam).
- Acanthephippium javanicum (Tây Malaysia, Borneo, Java, Sumatra, New Guinea). (loài điển hình, được trồng phổ biến)
- Acanthephippium lilacinum (Bắc Borneo).
- Acanthephippium mantinianum (Philippines) (được trồng phổ biến)
- Acanthephippium parviflorum (Vietnam, Nam Sumatra đến Java).
- Acanthephippium sinense (China)
- Acanthephippium splendidum (Sulawesi đến tây nam Thái Bình Dương, New Guinea).
- Acanthephippium striatum (Đông Himalaya đến Java).
- Acanthephippium sylhetense (Sikkim đến Philippines)

## Hình ảnh

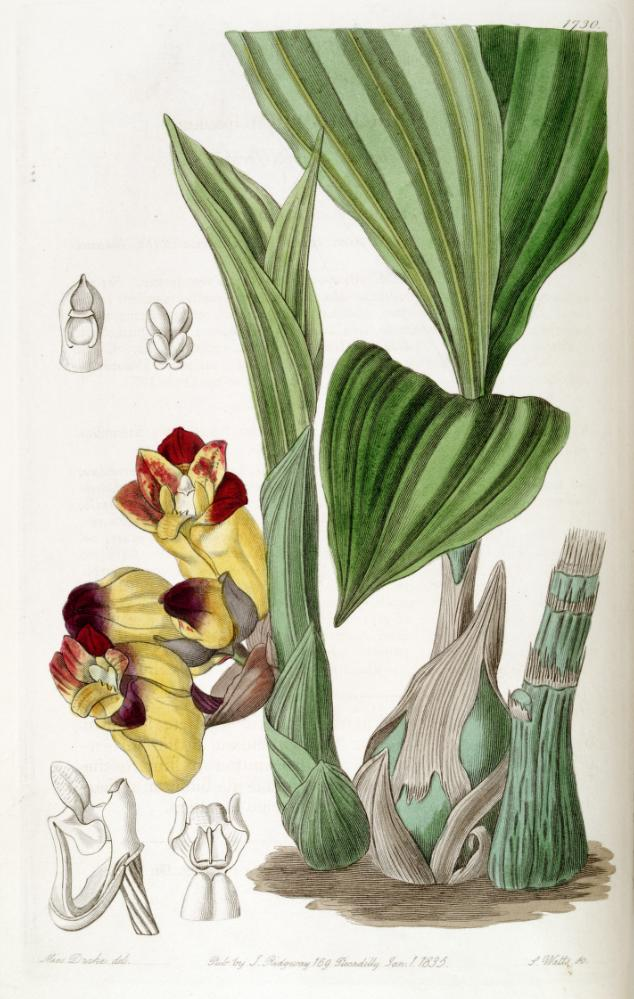
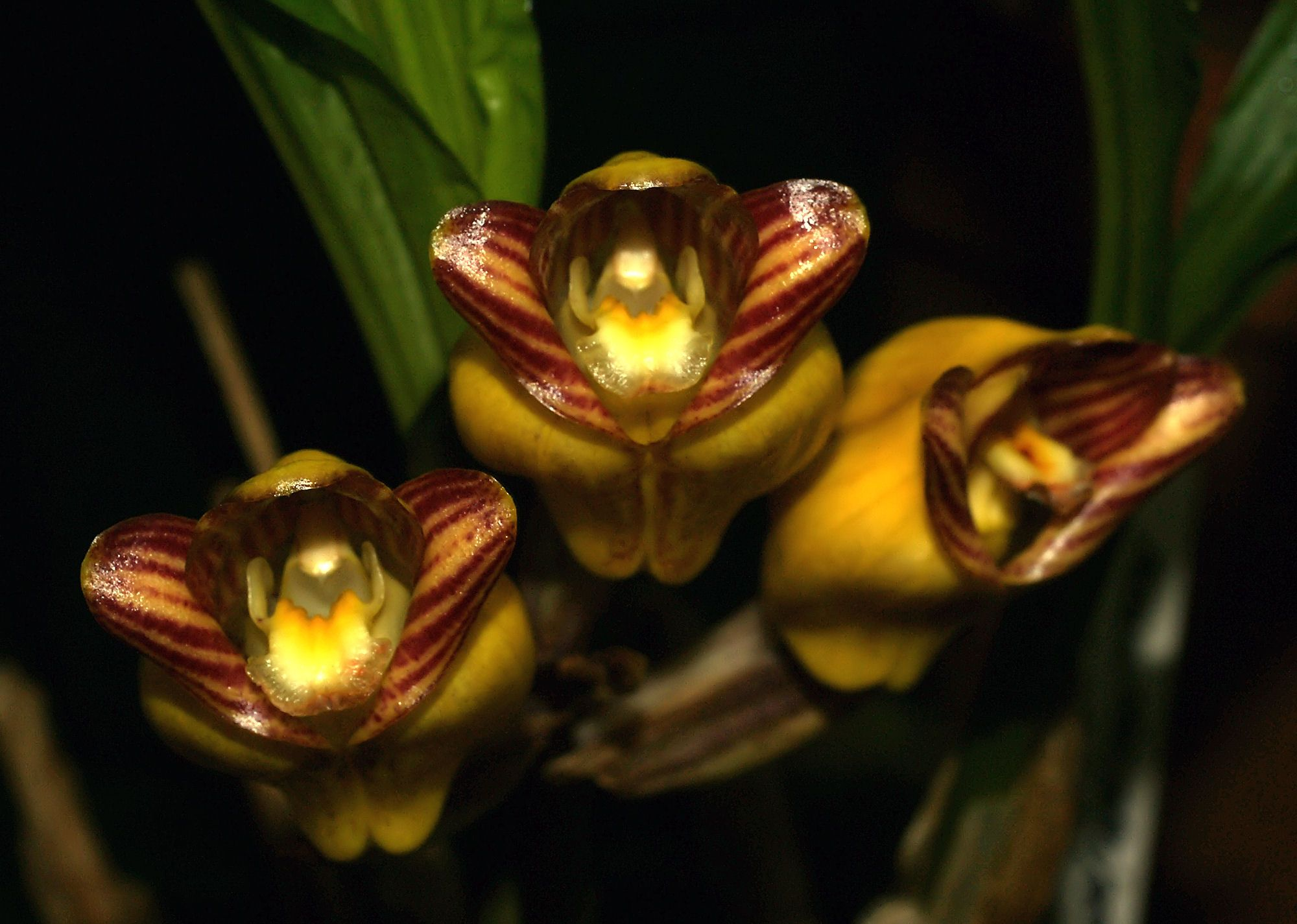